# Даніяр Ісмаїлов
Даніяр Ісмаїлов (туркм. Daniýar Ismailow, нар. 3 лютого 1992, Туркменабат, Туркменістан) — турецький, раніше туркменський, важкоатлет, срібний призер Олімпійських ігор 2016 року.

## Результати
| Рік              | Місце                    | Вага             | Ривок            | Ривок            | Ривок            | Ривок            | Поштовх          | Поштовх          | Поштовх          | Поштовх          | Загалом          | Місце            |
| Рік              | Місце                    | Вага             | 1                | 2                | 3                | Місце            | 1                | 2                | 3                | Місце            | Загалом          | Місце            |
| Олімпійські ігри | Олімпійські ігри         | Олімпійські ігри | Олімпійські ігри | Олімпійські ігри | Олімпійські ігри | Олімпійські ігри | Олімпійські ігри | Олімпійські ігри | Олімпійські ігри | Олімпійські ігри | Олімпійські ігри | Олімпійські ігри |
| ---------------- | ------------------------ | ---------------- | ---------------- | ---------------- | ---------------- | ---------------- | ---------------- | ---------------- | ---------------- | ---------------- | ---------------- | ---------------- |
| 2016             | Ріо-де-Жанейро, Бразилія | 69 кг            | 156              | 160              | 163              | 1                | 181              | 185              | 188              | 2                | 351              | 2                |
| 2012             | Лондон, Велика Британія  | 69 кг            | 140              | 145              | 150              | 5                | 160              | 165              | 170              | 16               | 310              | 13               |
| Чемпіонат світу  |                          |                  |                  |                  |                  |                  |                  |                  |                  |                  |                  |                  |
| 2015             | Х'юстон, США             | 69 кг            | 155              | 160              | 163              | 1                | 176              | 183              | 188              | 6                | 343              | 3                |
| 2011             | Париж, Франція           | 62 кг            | 127              | 127              | 127              | 10               | 145              | 151              | 151              | 18               | 278              | 13               |
| Чемпіонат Європи |                          |                  |                  |                  |                  |                  |                  |                  |                  |                  |                  |                  |
| 2016             | Фьйорд, Норвегія         | 69 кг            | 150              | 155              | 161              | 1                | 178              | 182              | 190              | 1                | 333              | 1                |
| 2016             | Тбілісі, Грузія          | 69 кг            | 147              | 152              | 156              | 1                | 170              | 175              | 181              | 1                | 337              | 1                |